# Bhidea burnsiana
Bhidea burnsiana är en gräsart som beskrevs av Norman Loftus Bor. Bhidea burnsiana ingår i släktet Bhidea och familjen gräs. Inga underarter finns listade i Catalogue of Life.